# Владикавказский вагоноремонтный завод
Владикавка́зский вагоноремо́нтный заво́д и́мени С. М. Ки́рова (ВВРЗ) — российское предприятие, старейший вагоноремонтный завод на Северном Кавказе. Основан в 1913 году.

## История
В 1913 году во Владикавказе открылись железнодорожные мастерские по ремонту поездов. В годы гражданской войны коллектив предприятия восстанавливал вагоны и паровозы для нужд армии, изготавливал бронепоезда. С 1924 по 1929 год директором завода был революционер Инал Тотурукович Собиев.
Во время первых двух пятилеток железнодорожные мастерские перестроили в предприятие. Оно стало ремонтировать грузовые, пассажирские и служебные вагоны.
В 1941 году, когда началась война, завод в считанные дни перешел на выпуск продукции для нужд фронта. Завод выпускал специальные поезда-заводы на рельсах для ремонта самолётов, увеличился также выпуск банно-прачечных, санитарных составов, которые сразу же отправлялись на фронт. Во время Великой Отечественной войны был эвакуирован в Тбилиси, в паровозо-вагоно-ремонтный завод. 30 января 1943 года было приянто распоряжение ГКО СССР о восстановлении Орджоникидзевского вагоноремонтного завода.
В сентябре 1943 года на заводе был построен бронепоезд «Владикавказец», который участвовал в обороне Кавказа, Тамани, Украины. Один из цехов завода специализировался на выпуске 76-миллиметровых снарядов. На территории завода был размещен эвакуированный Попаснянский вагоноремонтный завод.
В послевоенные годы завод наращивал выпуск грузовых и пассажирских вагонов.
В 1960—1970 годы была произведена частичная реконструкция сборно-пассажирского цеха, цеха ремонта грузовых вагонов. Построены: монтажное, редукторное, демонтажное и роликовое отделения колесного цеха.
В 1973 году построен цех ремонта специальных цистерн и по решению МПС освоен их ремонт.
В 1978—1980 годах завод, единственный в МПС, освоил ремонт битумных полувагонов.
В этот период годовой выпуск грузовых вагонов составил более 5000 единиц, а пассажирских более 500 в объёме КР-1.
В 1985 году была начата реконструкция литейного цеха с установкой двух литейных печей ДСП-1,5, что позволило увеличить выпуск запчастей на линию.

## Современность
По договору с АО «ФПК» завод должен отремонтировать в 2019 году 97 вагонов и 4000 штук колёсных пар. Министр промышленности и транспорта Северной Осетии Хайдарбек Бутов отметил рост производства на заводе в 178 % относительно 2018 года.

## Известные сотрудники
- Битиева, Ева Николаевна (1917—1993) — Герой Социалистического Труда.

## Руководство
- Инал Тотурукович Собиев (1924—1929).
- Бекузаров Виталий Ахсарбекович[5].